# Toba, Japonia

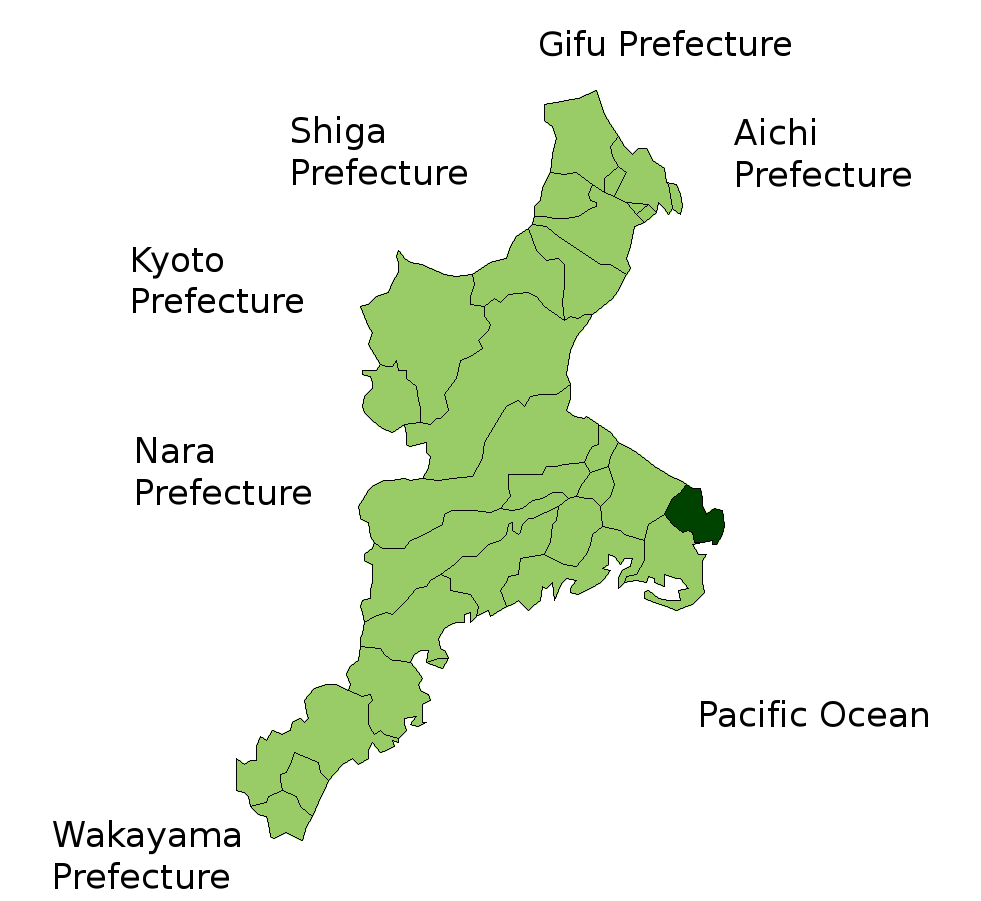

Toba (いなべ市 Toba-shi?) este un municipiu din Japonia, prefectura Mie.